# Jun Kokubo
Jun Kokubo (小久保 純 Kokubo Jun?, nacido el 8 de septiembre de 1980 en Gunma) es un exfutbolista japonés. Jugaba de centrocampista y su último club fue el Tonan Maebashi de Japón.

## Trayectoria

### Clubes
| Club              | País  | Año         |
| ----------------- | ----- | ----------- |
| Montedio Yamagata | Japón | 1999 - 2003 |
| Thespa Kusatsu    | Japón | 2004 - 2005 |
| Tonan Maebashi    | Japón | 2006 - 2008 |